# ANFO

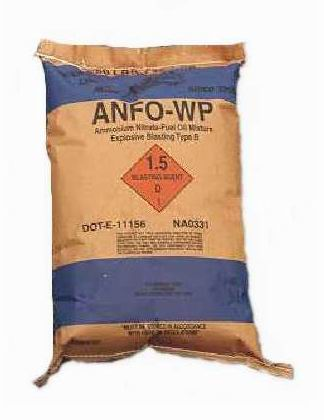
Commercializzazione dell'ANFO

ANFO è l'acronimo inglese di Ammonium Nitrate Fuel Oil.
Gli ANFO sono miscele esplosive di grande sicurezza costituite da nitrato d'ammonio, gasolio e altri additivi minori, impiegate in grossi quantitativi per usi civili in cave e miniere, data la loro bassissima sensibilità e il loro bassissimo costo.
Per ANFO si intende il nitrato d'ammonio e il gasolio e non le emulsioni di ANFO (slurry) cioè senza prodotti che lo rendano impermeabile all'acqua o altri acceleranti di combustione.

## Usi e produzione
L'ANFO è l'esplosivo più utilizzato per l'estrazione del carbone e altri minerali e nell'estrazione mineraria dei metalli. Trova impiego anche nelle costruzioni civili, sebbene in Italia non venga utilizzato granché nella demolizione di edifici.
Nella maggior parte delle circostanze l'ANFO è considerato un potente esplosivo; infatti, quando si decompone non avviene una deflagrazione ma una detonazione ad alta potenza, con una velocità compresa fra 3500 m/s e un massimo di 4200 m/s (il valore dipende molto dalla densità, diametro e grado di confinamento della carica).
L'ANFO è un esplosivo terziario e per la sua preparazione occorre un rapporto ottimale combustibile – comburente che ne assicura la perfetta detonazione; le percentuali sono del 94% di nitrato ammonico e 6% di olio minerale (anche gasolio). La sua sensibilità è relativamente bassa: richiede generalmente un ripetitore (booster) per accertarsi che la detonazione sia stata compiuta. Nella detonazione dell'ANFO la reazione fra nitrato d'ammonio (NH4NO3) con un idrocarburo (olio pesante) deve essere calcolata precisamente: in caso contrario non si ha una perfetta detonazione e non si formano soltanto i gas degli ossidi di azoto, acqua e anidride carbonica, ma anche dei fumi tossici.
Nell'industria estrattiva, il termine ANFO descrive specificamente una miscela di palline di nitrato di ammonio e di olio pesante. Nelle miniere viene utilizzato proprio sotto forma di palline bianche imbevute di un sottile strato di gasolio: questo stratagemma fa sì che aumenti leggermente la sensibilità alla detonazione (perché facilita l'assorbimento dell'onda d'urto generata dal detonatore), e allo stesso tempo evita di dover inserire un ripetitore. L'unico inconveniente è che diminuisce la densità e la propagazione dell'onda d'urto a causa delle piccole camere d'aria presenti all'interno dell'esplosivo. Questa forma ha una densità approssimativa di 840 kg/m³. L'ANFO, come il nitrato d'ammonio, è estremamente igroscopico, cioè assorbe prontamente l'acqua dall'aria. Il relativo immagazzinaggio deve essere fatto con cura al lontano dagli ambienti umidi, dato che l'acqua interferisce con la funzione esplosiva dell'ANFO. È inoltre solubile in acqua. Per utilizzare l'ANFO in miniere bagnate occorrerebbe prima asciugarle, ottenendo così un costo molto elevato; per questo, in tali casi si preferisce utilizzare altri tipi di esplosivi.
Esistono poi altri tipi di esplosivi basati sulla chimica dell'ANFO; i più usati sono comunemente emulsioni. Queste differiscono dall'ANFO sia per la forma fisica, sia per la componente dei reagenti; sono preferibili all'ANFO di base per la loro resistenza all'acqua e maggiore densità. La popolarità dell'ANFO è in gran parte attribuita al relativo basso costo e dall'alta stabilità chimica. Nella maggior parte dei paesi, il nitrato di ammonio non è classificato come esplosivo nel trasporto di sostanze pericolose, ma soltanto come comburente.
L'ANFO è stato usato anche da diversi gruppi terroristici, di ogni colore politico, data la sua reperibilità e il suo prezzo. È stato utilizzato dagli estremisti palestinesi e dall'ETA, ma è stato anche utilizzato durante gli attentati del 22 luglio 2011 a Oslo, dal terrorista, dichiaratosi un anti-multiculturalista, anti-marxista, anti-islamista e sionista, Anders Behring Breivik.
Un tipo di ANFO è stato utilizzato nell'attentato di Oklahoma City. Le bombe costruite con il nitrato d'ammonio agricolo sono meno sensibili e meno efficienti di quelle realizzate con nitrato d'ammonio appositamente prodotto; ci sono delle direttive come la 80/876/CEE del Consiglio, del 15 luglio 1980, che stabiliscono delle prove di detonabilità al fine di eliminare il rischio di un uso improprio del prodotto.